# Safia acharia
Safia acharia är en fjärilsart som beskrevs av Stoll 1781. Safia acharia ingår i släktet Safia och familjen nattflyn. Inga underarter finns listade.

## Bildgalleri

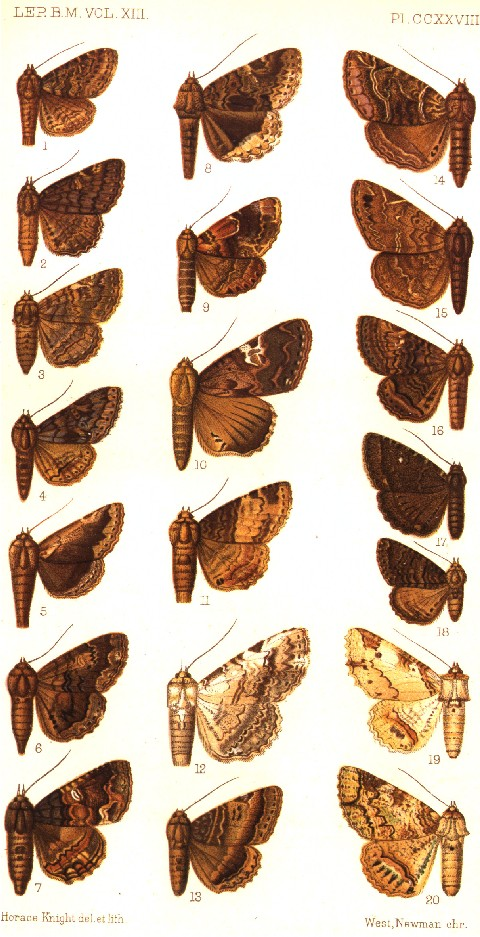
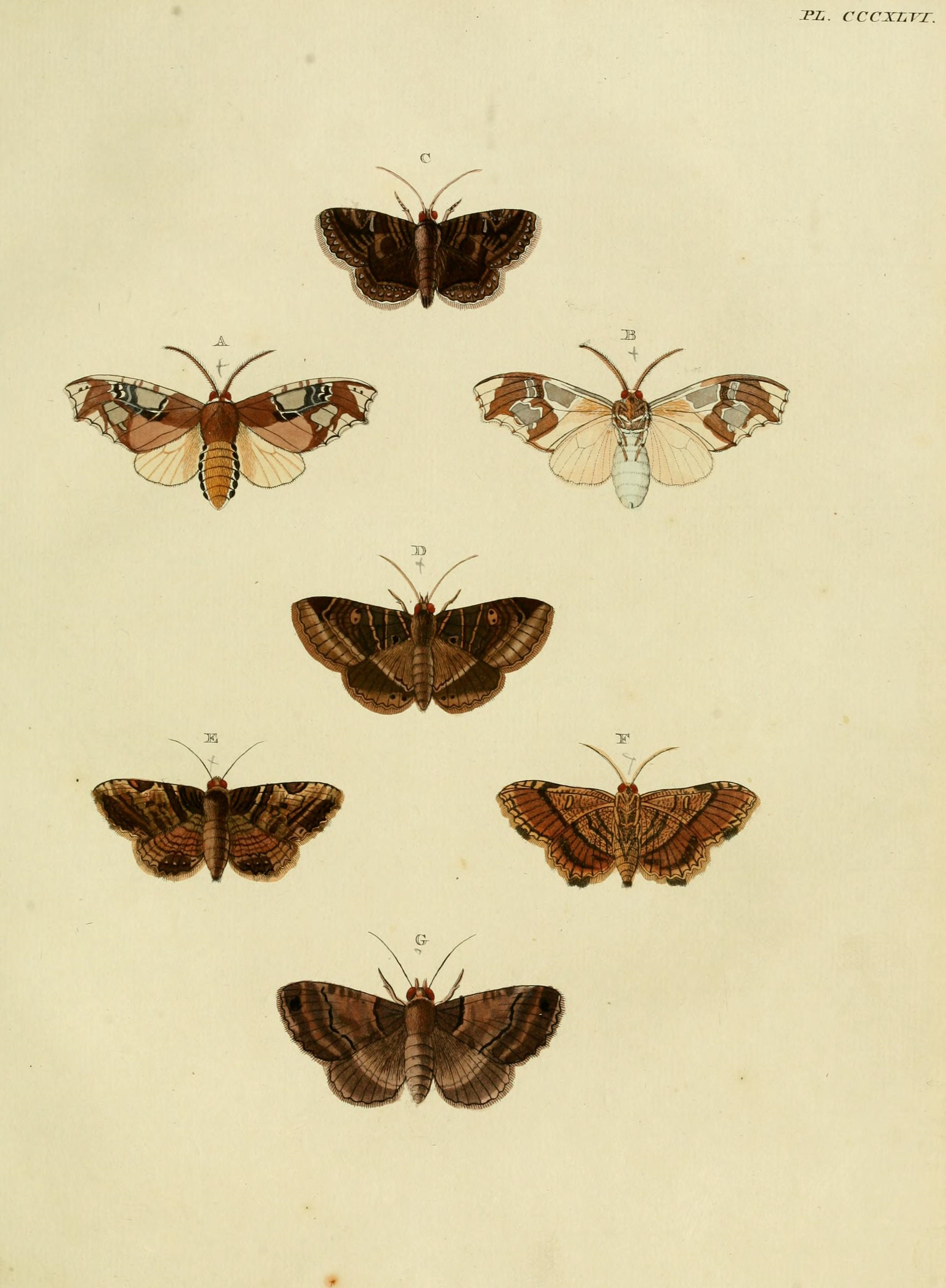